# Batalha de Svensksund
A Batalha de Svensksund ocorreu em 1790, no Golfo da Finlândia, na proximidade da cidade de Kotka, na atual Finlândia, opondo as frotas navais da Suécia e da Rússia. O resultado do confronto foi uma importante vitória sueca.